# موسیقی
موسیقی یا موزیک یا خُنیا یک نوع از هنر است؛ که عناصر اصلی تشکیل‌دهندهٔ آن، صدا و سکوت است و همین‌طور عناصر زیر مجموعه تر آن شامل زیروبمی (نَواک) (تعیین‌کنندهٔ ملودی و هارمونی) و ضرب‌آهنگ (ریتم) است. موسیقی را هنر بیان احساسات به وسیلهٔ آواها گفته‌اند که مهم‌ترین عوامل آن صدا و ریتم هستند و همچنین دانش ترکیب صداها به گونه‌ای که خوش‌آیند باشد و سبب انبساط و انقلاب روان شود.
موسیقی را می‌توان به ژانرهایی تقسیم کرد (به عنوان مثال موسیقی کانتری که نوعی موسیقی محلی از آمریکا است) و ژانرها را می‌توان بیشتر به زیرمجموعه ژانرها تقسیم نمود (شامل پاپ کانتری و کانتری که دوتا از مهم‌ترین و بیشترین ژانرهای فرعی کانتری هستند)، اگرچه خطوط و روابط بین ژانرهای موسیقی اغلب ظریف هستند، گاهی برای تفسیر شخصی باز، و گاهی بحث‌برانگیز است. به عنوان مثال، رسم مرز بین برخی از هارد راکهای اولیه دهه ۱۹۸۰ و سبک موسیقی هوی متال می‌تواند دشوار باشد.
در هنرها، موسیقی ممکن است به عنوان یک هنر نمایشی، یک هنر زیبا یا یک هنر شنیداری طبقه‌بندی شود.
موسیقی ممکن است در یک کنسرت یا اجرای ارکستر به صورت زنده پخش یا خوانده شود و به صورت زنده به عنوان بخشی از یک اثر نمایشی (نمایش تئاتر موسیقی یا اپرا) شنیده شود، یا ممکن است در رادیو، پخش کننده MP3، دستگاه پخش سی دی، تلفن هوشمند یا به عنوان نماهنگ ضبط و گوش داده شود.
در بسیاری از فرهنگ‌ها، موسیقی بخش مهمی از شیوه زندگی مردم است، زیرا در مراسم مذهبی، مراسم و جشن‌های رسمی (به عنوان مثال: جشن فارغ‌التحصیلی و ازدواج)، فعالیتهای اجتماعی (به عنوان مثال رقص) و فعالیتهای فرهنگی اعم از آواز مبتدی کارائوکه تا بازی در گروه مبتدی فانک یا آواز خواندن در گروه کر به صورت گروهی نقش اساسی را ایفا می‌کند.
مردم ممکن است موسیقی نواختن برایشان همچون سرگرمی باشد؛ مانند نوجوانی که در یک ارکستر ویولونسل می‌نوازد، یا به عنوان یک نوازنده، یا خواننده حرفه ای کار می‌کنند. صنعت موسیقی شامل افرادی است که آهنگ‌ها و قطعات موسیقی جدیدی (مانند ترانه‌سراها و آهنگسازان) می‌سازند؛ افرادی که موسیقی اجرا می‌کنند (شامل ارکستر، نوازندگان گروه جاز و گروه راک، خوانندگان و رهبران هستند)، افرادی که موسیقی ضبط می‌کنند (متشکل از تهیه‌کنندگان موسیقی و ضبط صدا هستند)، افرادی که تورهای کنسرت برگزار می‌کنند، و افرادی که ضبط موسیقی و نت موسیقی را به مشتریان می‌فروشند. حتی هنگامی که آهنگی یا قطعه ای اجرا می‌شود منتقدان موسیقی، روزنامه نگاران موسیقی و محققان موسیقی ممکن است قطعه و عملکرد آن را بررسی و ارزیابی کنند.

## واژه‌شناسی
واژهٔ موسیقی در واقع یک واژه از زبان عربی است که به ایران و زبان فارسی راه یافته و تلفظ درست آن در عربی «موسیقا» است همانند «عیسی»، «موسی»، «طوبی» و حتی املای «موسیقا» تاحدودی در متون عربی رواج دارد چراکه در عربی دو حرف «ی» (با دو نقطه در زیر) و «ی» (ألف مقصوره، بدون نقطه) تلفظ و کارکرد متفاوت دارند، ریشهٔ اصلی واژه از زبان یونانی و برگرفته از واژهٔ ‎(Mousika) μουσική و مشتق از واژهٔ Μοῦσαι است. براساس مدارک موجود، واژه «موسیقی» و هم‌خانواده‌های آن در «مفاتیح العلوم» خوارزمی و رسالهٔ موسیقی اخوان الصفاء دیده می‌شود که هر دو متعلق به قرن چهارم هجری قمری هستند.
قبل از ورود اسلام به ایران، در زبان فارسی به جای «موسیقی» از «خُنیا» و به جای «موسیقی‌دان» یا «مُطرِب» از «خُنیاگر» استفاده می‌شد که با واژگانی نظیر «خونیاک» در پارسی میانه و «هونواک» در اوستایی نیز از آن یاد شده است. همچنین واژه‌هایی نظیر «گوسان»، «کوسان» و «رامشگر» نیز برای موسیقی‌دان و خواننده به کار می‌رود.

## تعریف موسیقی
پیشینیان موسیقی را چنین تعریف کرده‌اند: معرفت الحان و آنچه التیام الحان بدان بود و بدان کامل شود. ارسطو موسیقی را یکی از شاخه‌های ریاضی می‌دانسته و فیلسوفان اسلامی نیز این نظر را پذیرفته‌اند، همانند ابن سینا که در بخش ریاضی کتاب شفا از موسیقی نام برده است ولی از آنجا که همه ویژگی‌های موسیقی مانند ریاضی مسلم و غیرقابل تغییر نیست، بلکه ذوق و قریحهٔ سازنده و نوازنده هم در آن دخالت تام دارد، آن را هنر نیز می‌دانند. در هر صورت موسیقی امروز دانش و هنری گسترده است که بخش‌های گوناگون و تخصّصی دارد.
صدا در صورتی موسیقی نامیده می‌شود که بتواند پیوند میان اذهان ایجاد کند و مرزی از جنس انتزاع آن را محدود نکند.
- افلاطون: موسیقی یک ناموس اخلاقی است که روح به جهانیان، و بال به تفکر و جهش به تصور، و ربایش به غم و شادی و حیات به همه چیز می‌بخشد.
- ارسطو: موسیقی حکمتی است که نفوس بشر از اظهار آن در قالب الفاظ عاجز است بنابراین آن را در قالب اصوات ظاهر می‌سازد.
- ابونصر فارابی: موسیقی علم شناسایی الحان است و شامل دو علم است؛ علم موسیقی عملی و علم موسیقی نظری.
- ابوعلی سینا: موسیقی علمی است ریاضی که در آن از چگونگی نغمه‌ها از نظر ملایمت و سازگاری، و چگونگی زمان‌های بین نغمه‌ها بحث می‌شود.
- افلاطون: موسیقی روح انسان را مناسب و هماهنگ می‌کند و استعداد پذیرش عدالت را در وی برمی‌انگیزد.
- بتهوون: موسیقی مظهری است عالی‌تر از هر علم و فلسفه‌ای. موسیقی هنر زبان دل و روح بشر و عالی‌ترین تجلی قریحهٔ انسانی است.
- بتهوون: آنجا که سخن از گفتن بازمی‌ماند موسیقی آغاز می‌شود.
- لئوپددوفن: ریشه موسیقی به عهد کهن ارتباط دارد. در واقع همان روزی که انسان توانست برای نخستین بار خوشی‌ها ورنج‌های خود را با صدا نمایش دهد، مبدأ موسیقی به‌شمار می‌آید.
- ابن خردادبه (به نقل از یحیی بن خالد بن برمک): موسیقی آن است که تو را شاد کند و برقصاند و بگریاند و اندوهگین کند و جز آن هر چه باشد رنج و بلاست.[۲۵]
- ابن خردادبه: موسیقی ذهن را لطیف و خوی را ملایم و جان را شاد و قلب را دلیر و بخیل را بخشنده می‌کند، آفرین بر خردمندی که موسیقی را پدید آورد.[۲۵]
- هگل: آنچه موسیقی متعلق به خود می‌داند همان اعماق زندگانی درون شخص است موسیقی هنر خاص روح است و به‌طور مستقیم به روح خطاب می‌کند.
- واگنر: من موسیقی را تنها وسیله لذت گوش به‌شمار نمی‌آورم بلکه آن را محرک قلب و مهیج احساسات می‌دانم. موسیقی عالی‌ترین هنرهاست. موسیقی متعلق به دل است و جایی که دل نیست موسیقی هم وجود ندارد.
- نیچه: تمام پدیده‌ها در مقایسه با موسیقی تنها نمادند «زایش تراژدی»
- نیچه: زندگی بدون موسیقی اشتباهی بزرگ بوده است. انواع سازهای قدیمی در موزه ای در شهر تفلیس

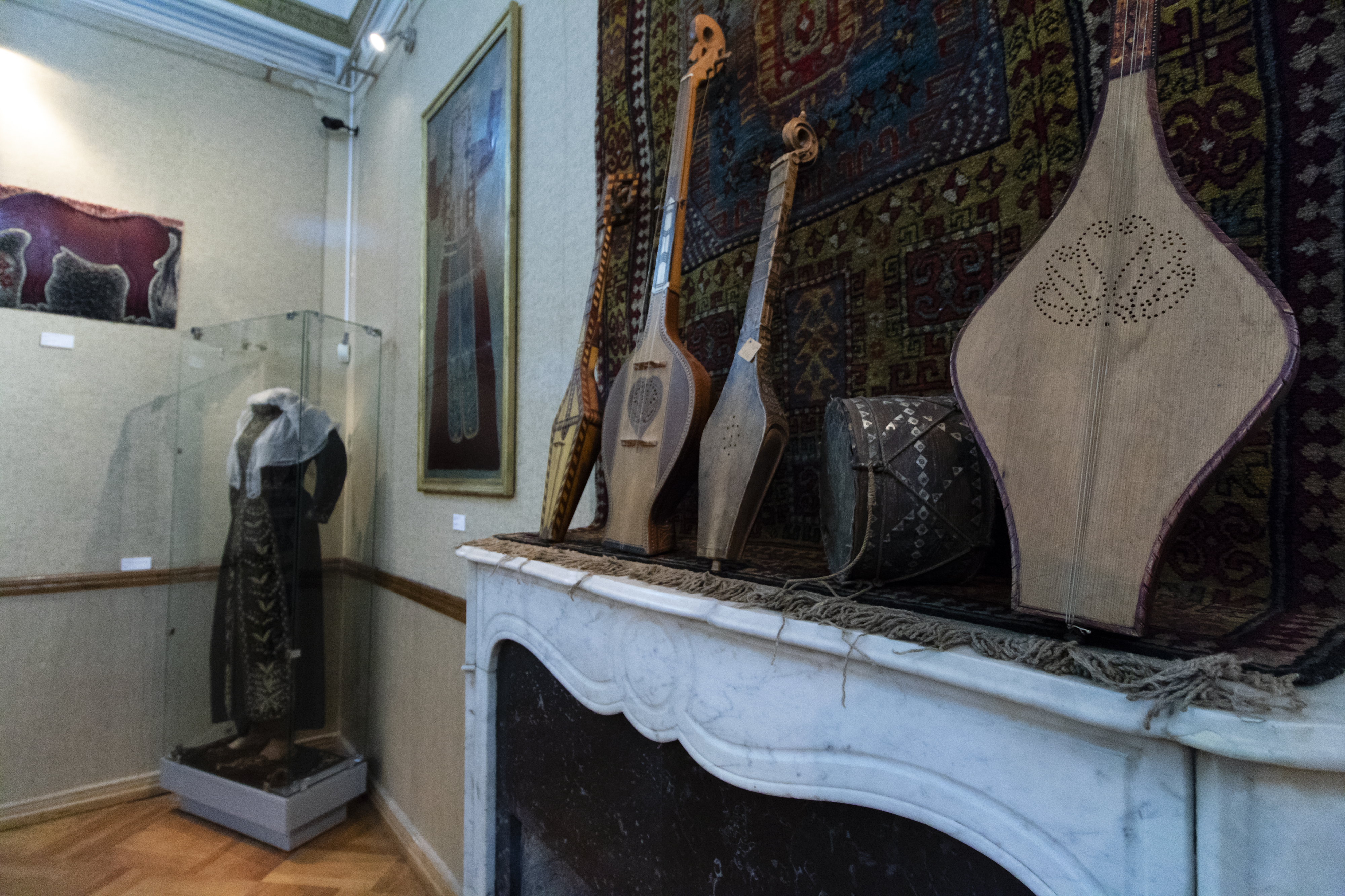
انواع سازهای قدیمی در موزه ای در شهر تفلیس

## نظریه‌های زیبایی‌شناسی دربارهٔ موسیقی

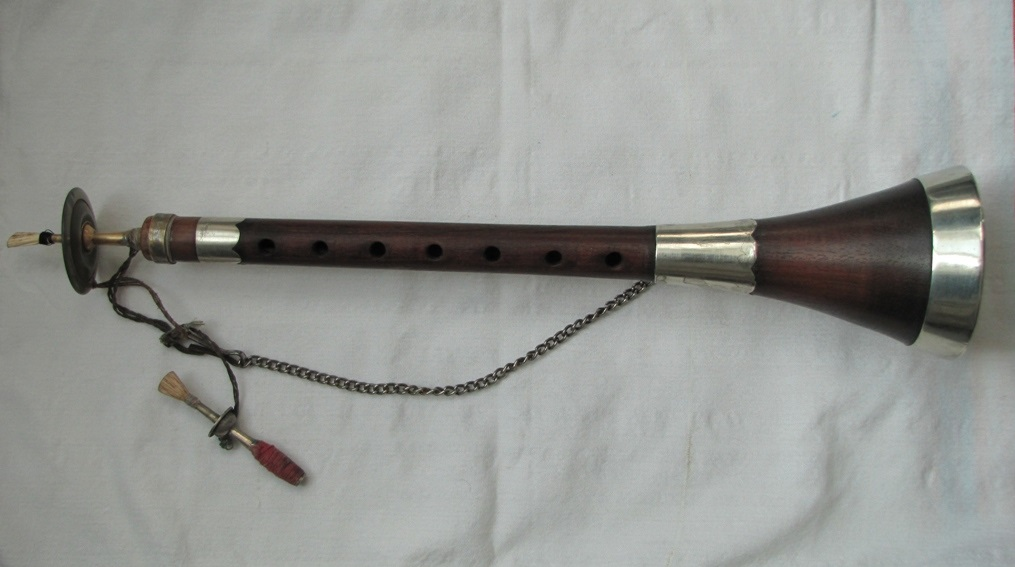
یک ساز ایرانی

سه نظریه زیبایی‌شناسی دربارهٔ موسیقی وجود دارد.
- موسیقی به مثابه زبان احساسات
- موسیقی به مثابه نماد احساس
- ذات موسیقی صدا و حرکت است.

بسیاری از پدیده‌های طبیعی مانند آبشار و وزش باد از میان برگ‌های درختان و نوای طبیعی موسیقی ایجاد می‌کنند. پس باید بپذیریم موسیقی پدیده‌ای است در فطرت آدمی. از آنجاکه موسیقی، یکی از زیر مجموعه‌های فرهنگ، در همه جوامع وجود دارد، و گاه با افسانه‌ها و حکایت‌ها و احساسات آمیخته شده است.

### تاریخچه زیبایی‌شناسی در موسیقی

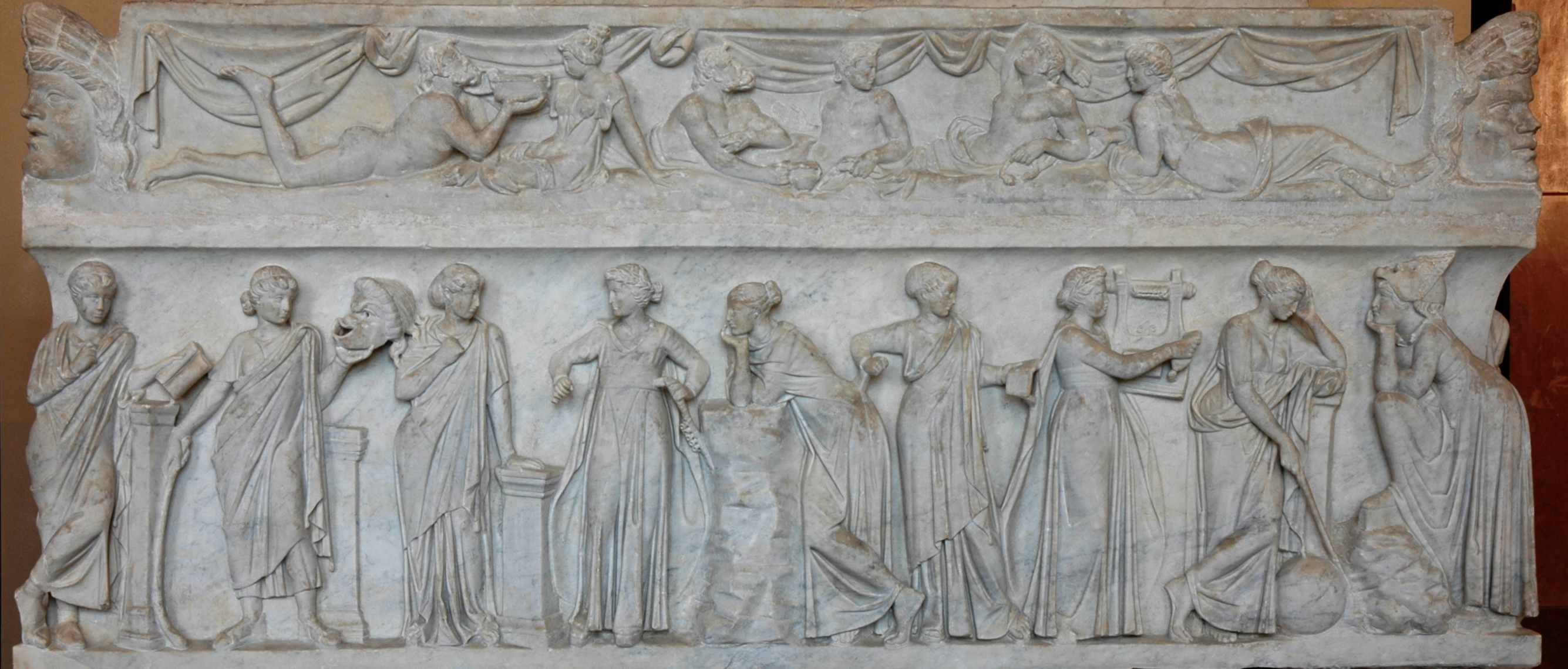
تصویری از یک سنگ نگاره مربوط به قرن دوم پس از میلاد که نمایانگر ۹ الهه موسیقی (میوزهای یونان باستان) است.

بیش از دوهزار سال است که غرب و شرق به قدرت موسیقی در برانگیختن احساسات اذعان کرده‌اند. به حدی که کسانی که دغدغه حفظ امنیت دولت را داشته‌اند موسیقی را خطرناک تلقّی کرده‌اند. اما تشریح این امر که موسیقی چگونه چنین تأثیری بر ما می‌گذارد بسیار دشوار است. فهم دلیل این امر چندان سخت نیست. قدیمی‌ترین و رایج‌ترین نظریه‌های غربی هنر، هنر را تقلید طبیعت می‌دانند. اما موسیقی تماماً با این تعریف سازگار نیست. موسیقی قادر به بازنمایی اشکال و رنگ‌ها یا توصیف جهان در قالب واژگان نیست و توانایی‌اش در تقلید اصواتی که در عالم طبیعت وجود دارند سهم بسیار کوچکی است. اما این قالب هنری غیرمفهومی و غیر تقلیدی که مجموعه‌ای از اصوات نظام یافته است به نحو معینی تجربیات زیبایی شناسانه‌ای فراهم می‌آورد که در ابعاد و مراتب مختلف دارای ارزشند.
از سرگرم‌کنندگی نسبی تا تجربه‌های زیبایی شناسانه‌ای که به کنه شخصیت راه می‌برند و ما را به مرتبه‌ای بی بدیل می‌رسانند. این هنر از چه نوعی است؟
نظریه‌های زیبایی‌شناسی موسیقی که به این پرسش پاسخ می‌دهند در دو گروه کلّی جای می‌گیرند؛ نظریه‌های قایل به وابستگی که ارزش زیبایی شناسانه موسیقی را بر حسب روابط آن با امر دیگری خارج از موسیقی تبیین می‌کنند و این امر معمولاً احساس است.
1. نظریه‌های قایل به استقلال که ارزش زیبایی شناسانه موسیقی را وابسته به امری خارج از موسیقی نمی‌دانند بلکه آن را وابسته به ویژگی‌های ذاتی موسیقی تلقی می‌کنند.[۳۱]

## تقسیم‌بندی موسیقی
موسیقی به روش‌های بسیاری تقسیم‌بندی می‌شود.
بر اساس دورهٔ هنری پیدایش :
1. موسیقی قرون وسطی
2. موسیقی رنسانس
3. موسیقی دوره باروک
4. موسیقی کلاسیک
5. موسیقی رومانتیک
6. موسیقی مدرن
7. موسیقی معاصر

بر اساس ساختار آواشناسی :
1. کوانتو تونیک (موسیقی دارای نت‌های جداگانه مشخص با فاصله موسیقایی)
2. استریم تونیک (موسیقی بدون فواصل - موسیقی دارای نتهای پیوسته)

بر اساس ساختار گام‌ها :
- گام کروماتیک
- گام دیاتونیک

بر اساس تعداد نت‌ها در گام:
- پنتاتونیک یا پنج صدایی (مانند موسیقی ژاپن)
- مونوفونیک یا تک‌صدایی (مانند برخی سازهای تک‌نت همچون برخی شیپورهای نظامی یا سوت‌سوتک)
- هگزاتونیک

از دیدگاه ضرب‌آهنگ :
- موسیقی بی‌ضرب - آن است که دارای وزنی آشکار نباشد که نمونهٔ آن برخی آوازهای موسیقی ایرانی هستند.
- موسیقی آهنگین یا رِنگ (Rhythmic) به موسیقی‌هایی گفته می‌شود که دارای وزن باشد مانند آهنگ‌هایی که برای رقص ساخته شده باشد؛ پیش‌درآمد، مارش و غیره.
- لارگو (خیلی آرام و آهسته)
- آداجیو (آهسته)
- پرستو (خیلی تند)
- آلگرو (تند)
- آندانته (معمولی)
- آلگرتو

از دیدگاه ناحیه پیدایش :
- موسیقی بومی
- موسیقی نواحی
- موسیقی شرقی
- موسیقی غربی
- موسیقی ایرانی
- موسیقی عربی
- موسیقی فلامنکو
- موسیقی کانتری

از دیدگاه خاستگاه معنایی-کلامی و جایگاه اجتماعی :
- موسیقی مذهبی
- موسیقی آیینی (به عنوان مثال موسیقی عرفانی یا موسیقی صوفی گری موسیقی عروسی یا عزا)
- موسیقی بلوز
- موسیقی پاپ
- موسیقی راک
- موسیقی متال
- موسیقی کودک
- نوحه خوانی
- تواشیح

از لحاظ اولویّت کلام یا ساز :
- موسیقی کلامی
- موسیقی بی‌کلام

از دیدگاه کاربردی :
- موسیقی درمانی مانند موسیقی زار جنوب ایران یا موسیقی‌های مخصوص آرامش و مدیتیشن
- موسیقی رقص
- موسیقی فیلم
- موسیقی نظامی (مارشه)

از لحاظ سازبندی (ارکستراسیون) و آوایی :
- موسیقی تک‌سازی
- موسیقی سمفونیک
- موسیقی اپرا
- دو نوازی (دوئت)
- سه نوازی (تریو)
- چهارنوازی (کوارتت)
- موسیقی تلفیقی (فیوژن)
- موسیقی ضربی
- موسیقی آرشه‌ای (مانند کوارتت زهی، گروه سازهای بادی)
- موسیقی آوایی (وکال) - مانند آثار ارکستر آوازی تهران یا گروه کر کلسیا

بر پایه فرم موسیقی:
- سونات
- سمفونی
- پرلود (پپش درآمد)
- مینوئت
- پیشنوا (اُورتور)
- کنسرتو
- لایتموتیف یا نغمه معرف (leitmotiv به معنی نغمهٔ راهبر یا شاخص)

بر اساس دستگاه یا مقام:
- برای موسیقی سنتی ایرانی هفت دستگاه به همراه ۵ آواز برمی‌شمارند مانند: دستگاه ماهور، دستگاه شور، آواز بیات ترک. هر دستگاه می‌تواند تعدادی گوشه داشته باشد. همچنین در موسیقی ایرانی ۱۲ مقام برشمرده‌اند مانند مقام راست، زیر، اصفهان، حجاز.

تئوری موسیقی:
- نظریه‌ای دربارهٔ نگارش و ساختار و قواعد موسیقی است. تئوری موسیقی از قرن‌های گذشته ابداع شده و به تدریج کامل‌تر شده است. تئوری موسیقی شامل تحلیل نت (موسیقی)‌های ملودی و نیز بررسی آن‌ها از دیدگاه نگارش (نت نویسی)، شناخت گام‌های مینور و ماژور، آکوردشناسی، ریتم، هارمونی (هماهنگی عرضی نتها)، کنترپوان (هماهنگی طولی نتها) و … است. در تئوری موسیقی به بررسی پویایی و دینامیک موسیقی نیز می‌پردازند و آن بستگی به نرمی یا سختی صداها و نت‌ها دارد. می‌توان تئوری موسیقی را براساس روابط ریاضی نیز مطرح کرد. در این صورت از روش‌های ریاضی برای تحلیل موسیقی استفاده می‌شود.

## دیدگاه ادیان به موسیقی

### اسلام
در میان فقهای اسلام کسانی مانند شهاب الدین الهیثمی و ابن ابی الدنیا موسیقی را یکسره لهو و لعب می‌دانستند و آن را مکروه یا حرام تلقی می‌کردند. ابن زیله نیز معتقد بود که موسیقی می‌تواند شخص را به ارتکاب عمل گناه بکشاند. با این حال فارابی معتقد بود که موسیقی نمی‌تواند هرگونه حالت روحی یا هر نوع شور و هیجانی را در شخص برانگیزد. ابوحامد محمد غزالی نیز موسیقی و سماع را جایز دانسته است. از آنجاکه دامنه تمدّن اسلامی جز عربستان کشورهای بسیاری از جمله مصر، ایران، هند و آفریقا را دربرمی‌گرفت، موسیقی اسلامی نیز با تنوّع و گوناگونی روبه‌رو بوده است.

### مزدیسنا
طبق متون تاریخی پیش از حمله اعراب به ایران، زرتشتیان با آهنگ‌های گروهی یا تک نفره آشنا بودند. طبق آیین زرتشتی خواندن دعاها با آواز تأثیر بیشتری دارد. متن این ترانه‌ها بیشتر از اوستا و گاتاها (منسوب به زرتشت) بوده‌اند.

## سازهای موسیقی
ساز به ابزار نواختن موسیقی
1. ↑  «Faculty of Medicine». Imperial College London (به انگلیسی). ۲۰۲۴-۰۶-۰۵. دریافت‌شده در ۲۰۲۴-۰۶-۰۵.
2. ↑  Crawford, Mike J.; Talwar, Nakul;  et al. (November 2006). "Music therapy for in-patients with schizophrenia: Exploratory randomised controlled trial". British Journal of Psychiatry. 189 (5): 405–409. doi:10.1192/bjp.bp.105.015073. ISSN 0007-1250. PMID 17077429. Music therapy may provide a means of improving mental health among people with schizophrenia, but its effects in acute psychoses have not been explored
3. ↑  "Treatment of Mental Illnesses With Music Therapy – A different approach from history" (PDF). Archived from the original (PDF) on 1 December 2013.
4. ↑  Ismenias the Theban, Chiron the centaur, is said to have cured this and many other diseases by music alone: as now thy do those, saith Bodine, that are troubled with St. Vitus's Bedlam dance. Project Gutenberg's The Anatomy of Melancholy, by Democritus Junior بایگانی‌شده  در ۱۳ مه ۲۰۱۱ توسط Wayback Machine
5. ↑  «Faculty of Medicine | Faculty of Medicine». Memorial University of Newfoundland (به انگلیسی). دریافت‌شده در ۲۰۲۴-۰۶-۰۵.
6. ↑  Aung, Steven K. H.; Lee, Mathew H. M. (2004). "Music, Sounds, Medicine, and Meditation: An Integrative Approach to the Healing Arts". Alternative and Complementary Therapies. 10 (5): 266–270. doi:10.1089/act.2004.10.266.
7. ↑  cf. The Anatomy of Melancholy, Robert Burton, subsection 3, on and after line 3,480, "Music a Remedy"
8. ↑  Rens Bod (2022). World of Patterns: A Global History of Knowledge. Johns Hopkins University Press. p. 169. ISBN 978-1-4214-4345-4.
9. ↑  "World Music Festivals | World Music Central". 24 December 2014.
10. ↑  "The Most Popular Genres for Music Festivals in 2021". Festival Pro.
11. ↑  "What is Speculative Music Composition?". parsejournal.com.
12. ↑  "Music Theory: Speculation, Reasoning, Experience. A Perspective from Systematic Musicology".
13. ↑  «موسیقی - Wiktionary». دریافت‌شده در ۲۷ اکتبر ۲۰۲۰.
14. ↑  «موسیقی - Wiktionary». دریافت‌شده در ۲۷ اکتبر ۲۰۲۰.
15. ↑  «موسیقی». موسسهٔ لغت‌نامهٔ دهخدا و مرکز بین‌المللی آموزش زبان فارسی. بایگانی‌شده از اصلی در ۳۰ اکتبر ۲۰۲۰. دریافت‌شده در ۲۰۲۰-۱۰-۲۷.
16. 1 2  «مجله موسیقی». همشهری آنلاین. ۲۰۱۱-۰۵-۳۰. دریافت‌شده در ۲۰۲۰-۱۰-۲۷.
17. ↑  («هو» به معنای نیک، زیبا، خوش و «نواک» به معنای نوا که مجموعاً در معنی «نوای خوش» به کار می‌رفته، پیشوند خو (به معنای خوش) در واژگان دیگری مانند خجیر، خسرو، خرم نیز دیده می‌شود)
18. ↑  «خنیا». موسسهٔ لغت‌نامهٔ دهخدا و مرکز بین‌المللی آموزش زبان فارسی. بایگانی‌شده از اصلی در ۳۰ اکتبر ۲۰۲۰. دریافت‌شده در ۲۰۲۰-۱۰-۲۷.
19. ↑  «خنیاگر». موسسهٔ لغت‌نامهٔ دهخدا و مرکز بین‌المللی آموزش زبان فارسی. بایگانی‌شده از اصلی در ۳۱ اکتبر ۲۰۲۰. دریافت‌شده در ۲۰۲۰-۱۰-۲۷.
20. ↑  «کوسان». موسسهٔ لغت‌نامهٔ دهخدا و مرکز بین‌المللی آموزش زبان فارسی. بایگانی‌شده از اصلی در ۳۱ اکتبر ۲۰۲۰. دریافت‌شده در ۲۰۲۰-۱۰-۲۷.
21. ↑  «رامشگر». موسسهٔ لغت‌نامهٔ دهخدا و مرکز بین‌المللی آموزش زبان فارسی. بایگانی‌شده از اصلی در ۳۰ اکتبر ۲۰۲۰. دریافت‌شده در ۲۰۲۰-۱۰-۲۷.
22. ↑  "MUSICOLOGY & ETHNOMUSICOLOGY | School of Music".
23. ↑  "Degrees Offered | Musicology and Ethnomusicology | Programs & Degrees | School of Music | College of the Arts | University of Florida". arts.ufl.edu.
24. ↑  "Ethnomusicology | School of Music | University of Washington". music.washington.edu. {{cite web}}: C1 control character in |url= at position 62 (help)
25. 1 2  هفته‌نامهٔ امرداد، شنبه ۲۵ آذر ۱۳۹۱، سال سیزدهم، شمارهٔ ۲۸۸، ص ۵.
26. ↑  جین جن کینز (۱۳۷۳). موسیقی و ساز در سرزمین‌های اسلامی-. سازمان میراث فرهنگی کشور.
27. ↑  Aristoxenus, Henry Stewart Macran (1902). Harmonika Stoicheia (The Harmonics of Aristoxenus). Georg Olms Verlag. ISBN 978-3-487-40510-0. OCLC 123175755. Archived from the original on 2 January 2020. Retrieved 7 April 2016.
28. ↑  Rajagopal, Geetha (2009). Music rituals in the temples of South India, Volume 1. D. K. Printworld. pp. 111–112. ISBN 978-81-246-0538-7. Archived from the original on 14 December 2019. Retrieved 29 October 2015.
29. ↑  Szczepanski, Kallie (June 26, 2019). "History of Gamelan, Indonesian Music and Dance". ThoughtCo.
30. ↑  "Gamelan | Indonesian Orchestra, Traditional Instruments & Javanese Culture". Britannica. Archived from the original on Dec 3, 2023.
31. ↑  هنر. احساس. بیان- رابرت ویلکینسون-مترجم:امیر مازیار
32. ↑  شریف، میرمحمد (۱۳۸۲). هنرهای اسلامی. مرکز نشر دانشگاهی تهران.

گفته می‌شود.
اگرچه هر وسیله‌ای را که صدا بدهد می‌توان ساز دانست ولی در کل منظور از ساز وسایلی است که صرفاً برای اجرای موسیقی ساخته می‌شود.
احتمالاً قدیمی‌ترین وسیله تولید موسیقی صدای انسانی است. بعد از آن شاید انواع سازهای کوبه‌ای و پس از آن سازهای بادی قدمت بیشتری دارند. یک قطعه استخوان سوراخ شده مربوط به دوره انسان نئاندرتال را قدیمی‌ترین ساز بادی کشف‌شده می‌دانند.

## سازهای موسیقی ایرانی

### سازهای بادی

#### نی
نی از قدیمی‌ترین این نوع است و شامل یک لوله استوانه‌ای از جنس نی بوده که دارای هفت بند و شش گره است. نی از دسته سازهای محلی است و تقریباً در تمام نقاط ایران معمول و رایج است.

#### سرنا
سرنا ساز دیگری از خانواده آلات موسیقی بادی است که در تمام نقاط ایران معمول است و شامل سرنای بختیاری و موسیقی آذربایجانی و خراسانی است. در ایران این ساز به همراه دهل یا نقاره نواخته می‌شود. لازم است ذکر شود که نواختن این ساز در نقاط مختلف کشور در مواقع خاصی و به منظورهای مختلف انجام می‌شود. در لرستان و کردستان با نواختن دهل و سرنا مرگ کسی را خبر می‌دهند و در شمال به همراهی طناب بازها سرنا نواخته می‌شود و در آذربایجان غربی، روستائیان در عروسی‌ها حین رقص چوبی، سرنا می‌نوازند.

#### کرنا
کرنا: سازی قدیمی و تاریخی است که در استان‌های مختلف ایران به شکل‌های متفاوت ساخته و اجرا می‌شود. مهم‌ترین کرناها، کرنای شمال، گیلان و کرنای مشهد و بختیاری است. این ساز بیشتر در خوزستان و فارس و چهار محال و گیلان مورد استعمال قرار می‌گیرد.

#### نی انبان
نی انبان بیشتر در جنوب ایران مورد استفاده قرار می‌گیرد و در بعضی نقاط ایران آن را " خیک نای " نیز می‌نامند.

### سازهای زهی کششی و زخمه‌ای

#### کمانچه
یکی از قدیمی‌ترین سازهای زهی، کمانچه است که اولین شکل ویولون امروزی است. این ساز نقش تک نواز و همنواز، هر دو را به خوبی اجرا می‌کند. کمانچه سازی ملی است. در تمام استان‌های ایران نواختن آن متداول است و بیشتر در میان طوایف لر و بختیاری رواج دارد. این ساز در مناطق مختلف ایران دارای اشکال و فونکسیون گوناگونی است. به عنوان نمونه کمانچه ترکمنی کوچک‌تر و یک سیم کمتر دارد. امروزه این ساز در گستره آلتو هم مورد استفاده است.
از سازهای دیگر می‌توان از قیچک نام برد که قژک هم می‌نامند. این ساز امروزه در گستره باس هم ساخته و نواخته می‌شود. در این دسته می‌توان از چند ساز گمشده در طول تاریخ هم نام برد: دلربا و رباب زهی

#### قانون
قانون یک ساز است متعلق به خانوادهٔ قدیمی سیتار (Cythare) که از سازهایی است که از کهن در موسیقی ایرانی به کار می‌رفته و توانایی بیان گوشه‌های موسیقی ایرانی را دارد. این ساز در سده‌های میانه تحت عنوان Canon یا miocanon به اروپا برده شد. این ساز دارای یک جعبهٔ چوبی به شکل ذوزنقه است که به وسیلهٔ دو انگشت سبابه و دو مضراب (که میان حلقه‌ای که به انگشت کرده‌اند و خود انگشت قرار می‌گیرند) نواخته می‌شود.
بربط
بربط سازی ایرانی از خانواده سازهای رشته‌ای مفید که به آن " العود یا لوت " نیز می‌گویند. ساختمان این ساز شبیه گلابی است که از درازا به دو نیم شده است. دارای کاسه‌ای بزرگ و دسته‌ای کوتاه که در آغاز سه رشته سیم داشته است.
ابعاد ذکر شده از بربت در کتب قدیم با عود امروزی تفاوت داشته است.

#### رباب
رباب، یکی از سازهای زهی است که از چهار قسمت شامل شکم خربزه مانند، سینه، دسته و سر تشکیل شده است. سیم‌های رباب در قدیم از روده و امروز از نخ نایلون ساخته می‌شود و مضراب رباب از پر مرغ ساخته شده است. این ساز اساساً سازی محلی است و بیشتر در نواحی بلوچستان معمول است و همچنین در نواحی سیستان نیز نواخته می‌شود.

#### تار
تار یکی از سازهای زهی اصیل ایران است که یک شکم چند قسمتی و شش سیم دارد. از این گروه سازها، سه تار و دو تار را می‌توان نام برد که نوازندگی دوتار در ترکمن صحرا و نواحی خراسان بسیار معمول است.
سازهای گلابی شکل در طول تاریخ دچار تکامل و تغییر شده‌اند. این تغییر از ساختمان اصلی دوتار؛ در ابعاد گوناگون شروع شده و به سازهای امروزی رسیده است.

#### گیتار
گیتار یکی از دیگر سازهای زهی با ریشهٔ اسپانیایی است که انواع مختلف، چهار سیم، شش سیم، هشت سیم، دوازده سیم و… به دسته‌های گیتار کلاسیک، گیتار آکوستیک و گیتار الکتریک تقسیم می‌شود. این ساز زهی با پیک یا انگشت نواخته می‌شود.

### سازهای ضربی
از سازهای ضربی معروف ایرانی دهل و تنبک و نقاره در ابعاد و شکل‌ها و کاربردهای گوناگون و دایره ودف و دهلک و . . . هستند.

#### دهل
ساز دهل از استوانه کوتاهی از جنس چوب که قطر دایره آن حدود یک متر و ارتفاع آن ۲۵ تا ۳۰ سانتی‌متر است تشکیل شده و بر دو سطح دایره‌ای شکل آن پوست کشیده شده است. مضرابش دو چوب یکی به شکل عصا و دیگری ترکه‌ای نازک است. دهل سازی کاملاً محلی و بیشتر همراهی‌کننده با سرناست. در مناطق فارس، بلوچستان و کردستان و خراسان بیش از سایر جاها مورد استفاده قرار می‌گیرد.

#### دایره
دایره از حلقه‌ای چوبی تشکیل شده که بر یکی از سطوح جانبی دایره‌ای شکل آن پوست کشیده شده است، این ساز را با ضرب سر انگشتان هر دو دست می‌نوازند. سازی است همراهی‌کننده با سایر سازها. دایره در حال حاضر در مناطق مختلف ایران مورد استفاده قرا می‌گیرد مثل خراسان شمالی و آذربایجان و سلیر مناطق. این ساز در موسیقی شهری نیز کاربرد دارد. در بعضی از مناطق ایران اشکال غیر گرد نیز موجود است. دایره شش و هشت گوش خراسان جنوبی.

#### طبل
طبل یکی دیگر از سازهای ضربی و کوچکتر از دهل است. مضراب دو کوبه چوبی دارد و آن را در مراسم عزاداری در اکثر مناطق ایران می‌نوازند.
می‌توان گفت نواختن این ساز طی ۱۰۰ سال گذشته در مراسم عزاداری مرسوم شده و جای دهل را گرفته است. نواختن طبل در مناطق غیر شهری ایران رواج کمتری دارد.

#### تنبک
تنبک سازی است از پوست و چوب (معمولاً گردو) و از دو قسمت گلویی و استوانه‌ای تشکیل یافته، سطح بالایی آن از پوست و قسمت گلویی آن که با دهانه‌ای گشاد دارد، باز است.
تکنیک نواختن این ساز با دو دست و انگشتان به گونه‌ای است که آن را جزو پر تکنیک‌ترین سازهای کوبه‌ای قرار داده است.

#### کاخون
کاخون (Cajon) لغتی اسپانیایی به معنی «جعبه، صندوق، صندوقچه، کمد کوچک یا میز کشودار کوچک» است که به نوعی ساز کوبه‌ای گفته می‌شود. نوازنده بر روی کاخون می‌نشیند و با ضربات کف دست و انگشتان که بر روی صفحه جلویی ساز می‌کوبد، صدایی خاص و زنگ دار تولید می‌کند.

### سازهای زهی کوبه‌ای
ساز منحصربه‌فرد ایرانی که در این تقسیم‌بندی قرار می‌گیرد سنتور است. این ساز شامل جعبه‌ای ذوزنقه‌ای است و از ۷۲ رشته سیم سفید و زرد تشکیل یافته است.
سنتور اساساً سازی است که قابلیت تکنوازی و چندنوازی را داراست و نواختن آن در تمام استان‌های ایران متداول است.

## سازهای شستی‌دار
سازهای شستی‌دار سازهایی هستند که برای نواختن آن‌ها از صفحه‌کلید استفاده می‌شود. از شناخته شده‌ترین این‌گونه سازها می‌توان به پیانو، هارپسیکورد، کلاویکورد اشاره کرد.

## یادداشت
1. ↑  عربی‌شدهٔ ترکیب یونانی «Mousikē Tekhnē»
2. ↑  از فرانسوی Musique
3. ↑  از پارسی میانهٔ هونیاک به معنای «خوب‌نَوا» یا «نوای خوب»